# Jumpluff
Jumpluff (japanski: ワタッコ Watakko) jedan je od 1025 fiktivnih vrsta Pokémona iz medijske franšize Pokémon, skupa Pokémon videoigara, animiranih serija, manga stripova, knjiga, igraćih karata i drugih medija kojima je tvorac Satoshi Tajiri. Svrha je Jumpluffa u videoigrama, animiranoj seriji i manga stripovima, kao i svrha ostalih Pokémona, borba s divljim Pokémonima – neukroćenim stvorenjima koje igrači i likovi pronalaze dok kreću na razne avanture – i pripitomljenim Pokémonima drugih Pokémon trenera.
Ime "Jumpluff" dolazi od engleskih riječi "jump" = skakati, i "fluff" = pahulja, što se odnosi na njegove pahuljaste, pamučne loptice na glavi i rukama.

## Biološke karakteristike
Jumpluffovo je tijelo plava kugla. Ima dvije kratke noge i malen rep. Na kraju njegovih ruku i na vrhu njegove glave nalaze se velike pamučne loptice. Ima oči crvene boje.
Jumpluff koristi svoju malu težinu i pahuljaste pamučne loptice da bi uzletio i lebdio zrakom. Veoma je vješt u hvatanju toplih južnih vjetrova i u letenju do bilo kojeg mjesta u svijetu, obično krećući se preko mora, dok ne naiđe na hladnije zračne struje te će u toj situaciji sletjeti na zemlju. 
Dok lebdi, Jumpluff otpušta spore da bi razmnožio svoju vrstu oko svijeta. Ova metoda razmnožavanja podsjeća na onu maslačka.

## U videoigrama
Jumpluffa se ne može naći u divljini, ali ga se može razviti iz Skiplooma na 27. razini, a Skiplooma iz Hoppipa na 18. razini. Zbog toga, dostupnost Jumpluffa direktno ovisi o dostupnosti njegovih prijašnjih oblika; Skiplooma i Hoppipa.
Jumpluffov je najveći adut njegov visok Speed status, a ima i pristojan Defense i Special Defense status. Njegove su napadačke sposobnosti prilično niske za Pokémona 2. Stupnja pa je u borbi dobra strategija koristiti se napadima koji remete protivnika, tj. onesposobiti ga prije nego što uspije napasti. U takve napade uključuju se Uspavljujući prah (Sleep Powder), Zametak pijavice (Leech Seed) i Privlačnost (Attract).

## U animiranoj seriji
Jumpluff se nekoliko puta pojavio u animiranoj seriji; korišten je u policiji i kao Pokémon navijač. Policajka Jenny koristila ga je da bi raspršio spore po podu, učinivši vidljivima otiske koje su ostavili Tim Raketa. Još se nekoliko puta pojavio kao član grupe Travnatih Pokémona.  